# Hochsalm
Der Hochsalm ist ein 1405 m ü. A. hoher Berg in den Oberösterreichischen Voralpen. Am Gipfel befindet sich die Grenze der Gemeinden Scharnstein, Grünau im Almtal und Steinbach am Ziehberg. Er bildet den westlichen Endpunkt eines Bergkamms der vom Kirchdorfer Becken ins Almtal zieht. Der häufig besuchte Berg bietet eine schöne Aussicht auf das Alpenvorland. Am Gipfel befindet sich ein Gipfelkreuz mit Gipfelbuch und ein alter Vermessungsstein mit der Aufschrift: Operatio Astronom. Trigonom. 1811 auf der einen Seite und auf der anderen KV Regnante Imperator Francisco Prim., der auf die Franziszeische Landesaufnahme verweist. Ein identischer Stein befindet sich am Hochleckenkogel.

## Anstiege
- Weg 436 Von Scharnstein durch das Tießenbachtal
- Weg 436 Vom Mittagsstein
- Weg 438 Von der Enzenbachmühle